# Districte de Rezina
El districte de Rezina (en romanès Raionul Rezina) és una de les divisions administratives de la República de Moldàvia, al marge occidental del Dnièster. La capital és Rezina. L'u de gener de 2005, la població era de 48.000 habitants.